# Syrisk-katolska kyrkan
Syrisk-katolska kyrkan (syriska: ܥܕܬܐ ܣܘܪܝܝܬܐ ܩܬܘܠܝܩܝܬܐ/ʿīṯo suryoyṯo qaṯolīqoyṯo) är en östkatolsk kristen självbestämmande delkyrka i Mellanöstern som står i full kyrkogemenskap med den romersk-katolska kyrkan under påvens ledning.
Den tillämpar östliga riter, gemensamt med Syrisk-ortodoxa kyrkan. Deras överhuvud, syrisk-katolske patriarken av Antiokia Ignatius Josef III Younan, har sitt säte i Beirut, Libanon.

## Historia

### Ursprung
Syrisk-katolska kyrkan räknar sina rötter tillbaka till den församling som aposteln Petrus grundade innan sin resa till Rom. Bibeln lär oss att det var i Antiokia som Jesu efterföljare för första gången kallades "kristna" (Apg 11:26).
När urkyrkan växte och organiserades i större enheter kom patriarken i Antiokia (dagens Antakya i Turkiet), att bli högste andlige ledare över det orientaliska stiftet som kom att sträcka sig från Medelhavet till Persiska viken.

### Konverteringar
Den syriska biskopen av Aleppo konverterade till katolicismen vid slutet av 1700-talet och år 1783 lämnade man officiellt den syrisk-ortodoxa kyrkan och anslöt sig till den romersk-katolska kyrkan. Den syrisk-ortodoxa kyrkan hade successivt försvagats och en fullständig union var väldigt nära. Den syrisk-ortodoxa kyrkan samlade sig dock och lyckades välja en egen patriark. Den syrisk-katolske patriarken blev tvungen att fly till Bagdad i Irak och sedan till Libanon, till följd av att den syrisk-ortodoxa kyrkan uppmanat de turkiska myndigheterna att arrestera den syrisk-katolske patriarken. År 1830 erkändes den syrisk-katolska kyrkan av den turkiska regeringen och då kunde patriarken återvända till Aleppo.
Mer än hälften av de 75 000 syrisk-katolikerna mördades av turkar under det assyriska folkmordet.
1930 konverterade två syrisk-ortodoxa biskopar i Indien till den romersk-katolska kyrkan och bildade den syro-malankariska katolska kyrkan, som är en systerkyrka till den syrisk-katolska kyrkan. Den unierade syro-malankariska kyrkan har cirka 310 000 medlemmar i två stift och leds av ärkebiskopen av Trivandum, Cyril Basileios Malancharuvil.

## Anhängare
Syrisk-katolska kyrkan räknar omkring 192 300 medlemmar, varav 55 000 lever i diasporan, 30 000 i Libanon, 26 000 i Syrien, 1 300 i Israel, Jordanien och Egypten, samt 80 000 i Irak.
Anhängarna, som kallas "syrisk-katoliker", räknas inte sällan som en välutbildad grupp med framträdande företrädare i det kulturella och religiösa samhällslivet.

## Bilder

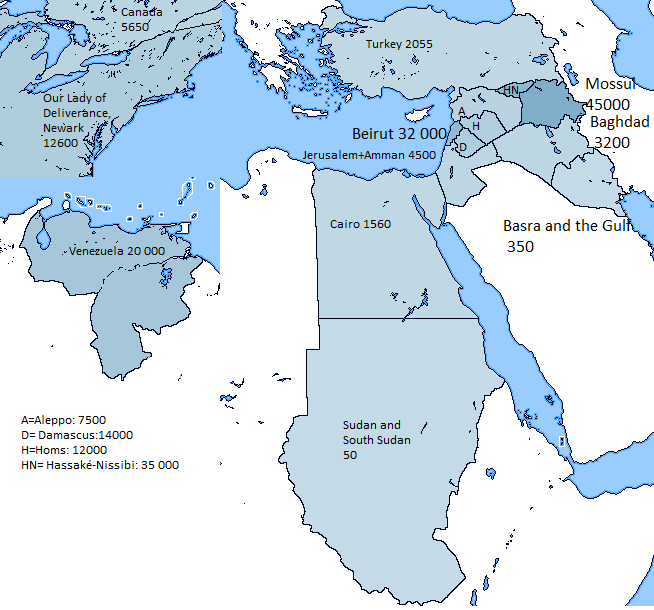
Karta över syrisk-katolska kyrkans jurisdiktioner.
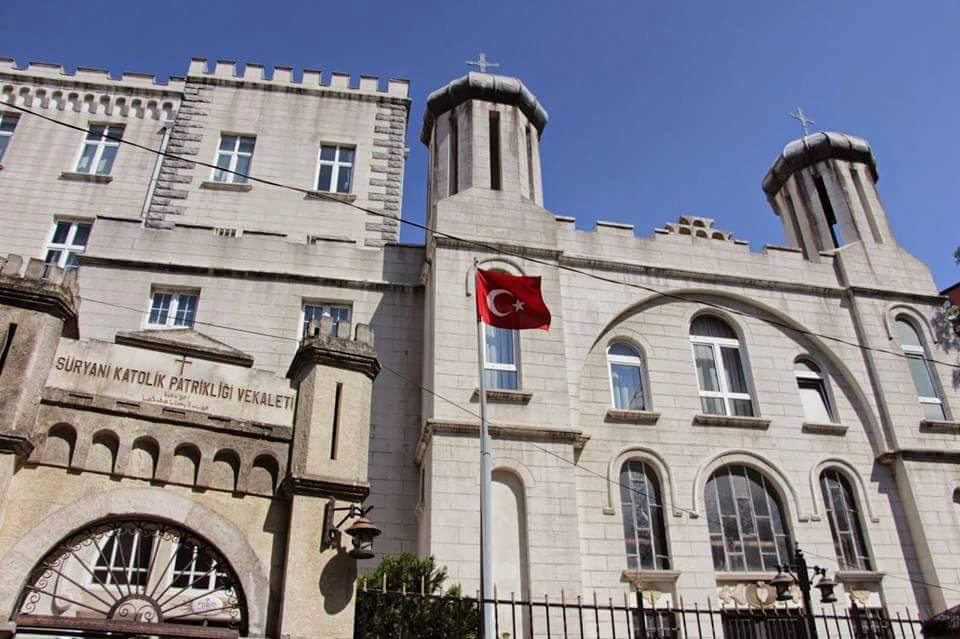
Syrisk-katolsk kyrka i Istanbul, Turkiet.
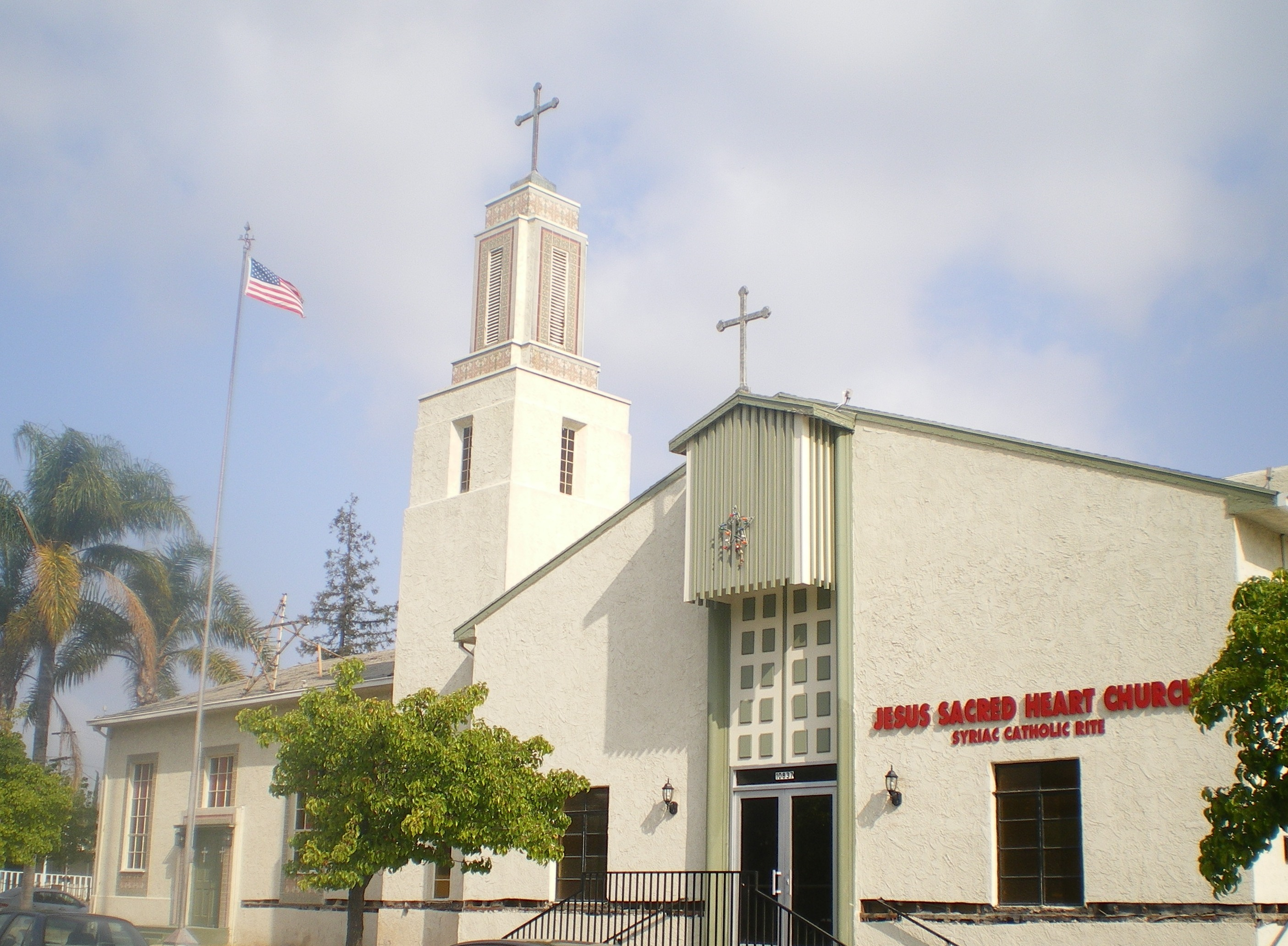
Syrisk-katolsk kyrka i North Hollywood, Los Angeles, USA.